# ロシア・スウェーデン戦争 (1741年-1743年)
ロシア・スウェーデン戦争（ロシア・スウェーデンせんそう、ロシア語: Русско-шведская война）とは、1741年から1743年まで続いた、ロシア帝国とスウェーデン王国の戦争である。スウェーデンではハット党戦争（スウェーデン語: hattarnas ryska krig）と呼ばれ、フィンランドではハット戦争（フィンランド語: hattujen sota）と呼ばれた。

## 原因
スウェーデンは大北方戦争で敗北した以来、自由の時代に突入しており、アルヴィド・ホルンが宰相として政治を主導した。彼は中立の立場を取り続け、戦争を回避した。こうして、20年の戦争の後を20年の平和が続いた。しかし、国威と引き換えに得た平和に、多くの若い貴族は満足できなかった。彼らは、スウェーデンがかつての栄光を取り戻すのを切に待っていたのである。その結果が1738年のホルンの失脚であり、親フランス・対ロシア復讐を掲げるハッタナ党が代わって政権についた。
1740年10月、ロシアのアンナ女帝が崩御、帝位を継いだのは生後2ヶ月のイヴァン6世だった。さらに12月にオーストリア継承戦争が勃発、オーストリアの味方をできるだけ減らしたいフランスは同盟国スウェーデンに働きかけ、対ロシア戦争を起こさせた。

## スウェーデンの戦争準備
1740年夏、フィンランドにおけるスウェーデン軍の総指揮官であったカール・クロンシュテット将軍（Carl Cronstedt）は戦争に反対したことで更迭された。代わりにカール・エミール・レーヴェンハウプトが任命されたが、当時フィンランドの守備は防御費の大半が他の地域に転用されたため壊滅的な状態にあった。大北方戦争の経験があったにもかかわらず、何の準備も行われなかった。結局、フィンランドに割り当てられた資金は守備の強化より侵略戦争の準備に使われた。
スウェーデンの計画はまずヴィボルグを占領して、続いてサンクトペテルブルクへ進軍する、というものだった。この行軍の目的はサンクトペテルブルクを脅かし、そこでフランスとスウェーデンの外交官がクーデターを仕掛けて親オーストリアのアンナ・レオポルドヴナ政府を転覆させることにあった。クーデター自体は12月におこったが、ツァーリに即位したエリザヴェータ・ペトロヴナはバルト総督領をスウェーデンに返還する約束を破って、宰相アレクセイ・ベストゥージェフ＝リューミンの指導のもと、戦争を継続した。
スウェーデン軍がヴィルマンストランドやフレデリクスハムンなどロシアとの国境地帯で展開する一方、トマス・フォン・ラジャリン率いる戦列艦10隻とフリゲート4隻とアブラハム・ファルケングレン率いるガレー船20隻で構成されたスウェーデン艦隊は1741年5月20日に国境付近の島嶼へ移動した。艦隊がそこで待機している間に疫病が発生、ラジャリンが病死して艦隊がほぼ動けない状態になった。スウェーデンは侵攻の予定があった7月末にロシアに宣戦布告したが、艦隊が動けず、陸軍もまだ集結していなかったため宣戦布告が侵攻より先に行われてしまった。レーヴェンハウプトは宣戦から2か月にようやくフィンランドに到着、その間に軍の指揮がヘンリク・マグヌス・フォン・ブッデンブロックに委ねられたためスウェーデン軍は一向に動かなかった。

## 経過

### 1741年
スウェーデン軍が動かなかったため、ロシア軍が先機を制し、ピョートル・ラシ元帥はロシア軍1万6千を率いてヴィボルグからヴィルマンストランドへ進軍した。このヴィルマンストランドの戦いではロシア軍の規模がスウェーデン軍の4倍近くだったためカール・ヘンリク・ヴランゲル率いるスウェーデン駐留軍は惨敗した。惨敗の原因はスウェーデン軍総指揮のブッデンブロックがロシア軍が本気で攻撃してくると思わずヴランゲルの救援に動かなかったことにあり、ブッデンブロックは軍法会議にかけられて1743年に処刑された。
10日後にヴィルマンストランドに到着したレーヴェンハウプトは陸軍と海軍の協同作戦を計画したが、ラジャリンの後任であったアーロン・シェスティエルナ（Aron Sjöstierna）は海軍にはその実行が不可能だと表明した。ロシア艦隊も散々な状態であり、1741年中は攻勢に出ることはなかった。シェスティエルナは9月22日に帰国、レーヴェンハウプトは残ったスウェーデン艦隊にビェルケ諸島へ出撃するよう根気良く説得したが無視され、結局艦隊も10月27日に帰国した。また陸軍でも12月の初めにロシアとの停戦協定が成立したことで作戦が中止された。

### 1742年
ロシアは1742年3月に早速停戦協定を破棄してきたが、冬が厳しかったこともあり本軍は動けなかった。ロシアの軽騎兵（コサックとユサール）はスウェーデンとの国境地帯を度々襲撃したが、現地の住民に撃退された。3月、ウルリク・フレデリック・ウォルデマール率いるロシア軍は凍った水面を通ってフレデリクスハムン付近で錨を下ろしていたスウェーデン艦隊を襲撃しようとしたが、厳しい天候で襲撃が不可能になった。1742年春、レーヴェンハウプトはヴィボルグへの攻撃を再開しようとし、支援艦隊も5月中旬に到着したが、艦隊はレヴァルとヘルシングフォシュの間の巡航を命じられていたのでレーヴェンハウプトの命令を拒否した。
シェスティエルナ率いるスウェーデン艦隊の本隊（戦列艦15隻、フリゲート5隻）は6月3日に到着し、続いてアスペ（現コトカから南南東25キロメートル）へ向かった。1週間後、ファルケングレン提督率いるガレー船25隻と支援船数隻が本隊と合流した。しかし、前年と違いロシア軍もヴァシーリー・ヤコヴレヴィチ・レヴァショフ将軍率いるガレー船45隻とザハール・ダニーロヴィチ・ミシュコフ率いる少なくとも戦列艦12隻で構成された艦隊の準備を整え、待機していた。レーヴェンハウプトは6月5日に参謀会議を開き、艦隊にビェルケ諸島へ向かうよう再び説得しようとしたが、危険すぎるとして海軍に拒否され、計画の放棄を余儀なくされた。
スウェーデン艦隊が動けないのを尻目に、ロシア軍が動き出した。ロシアのガレー船隊の援護のもと、ピョートル・ラシ率いるロシア軍3万がヴィボルグから進軍、6月13日に国境線を越えてフレデリクスハムンへ向かった。スウェーデン軍はロシア軍の侵攻を予想してフレデリクスハムン近郊のメントラーティで強固な防御工事を築いていたが、メントラーティを守備していたスウェーデン軍の大佐はロシア軍の接近を知ると、総攻撃が予定された6月25日の前日に全軍でフレデリクスハムンへ撤退した。しかし、守備上の要地を失ったことでフレデリクスハムンも危うくなり、6月28日にはレーヴェンハウプトが町に火を放ち、撤退した。
スウェーデン陸軍と海軍の連携が上手くいかず、陸軍が撤退を始めたとき、海軍は援護の代わりに直接ハンゲ半島へ向かい、ガレー船隊もペルリンゲへ出航してしまった。これにより陸軍の補給線は断たれ、レーヴェンハウプトは仕方なく補給拠点のボルゴへ撤退した。ロシア軍は追撃したが、スウェーデン軍後衛とロシア騎兵の間に小競り合いがおきた以外は大規模な戦闘がなかった。7月18日、内陸のスウェーデン駐留軍が撤退したという報せがもたらされると、レーヴェンハウプトはヘルシングフォシュへの撤退とその守備を固めることを決断した。
スウェーデン軍はボルゴに集中した食料と補給を運び出して撤退した。7月27日、ロシア軍がボルゴ近郊に到着、スウェーデン軍が29日にボルゴを放棄した直後の30日に入城した。2か月間にわたるスウェーデン軍の撤退は8月11日にヘルシングフォシュに到着したことでようやく終わったが、その数日後にロシア軍が同地を陸上から包囲した。スウェーデンのガレー船隊はヘルシングフォシュの東に駐留していたが、足場を固められないと思い城内へ撤退、代わりにロシアのガレー船隊が20日に包囲網を完成させる結果となった。
ヘルシングフォシュが完全に包囲される直前の8月19日、レーヴェンハウプトとブッデンブロックはストックホルムに召還され、到着した直後に逮捕され軍法会議にかけられた。ヘルシングフォシュに留まったスウェーデン軍の副官ジャン・ルイ・ブスケは8月24日に降伏した。 降伏文書の規定により、スウェーデン軍のフィンランド人は解放され、スウェーデン人は船でスウェーデン本土へ戻ることを許されたが、銃器、補給や家畜の飼い葉などは全てロシア軍に引き渡された。スウェーデン艦隊は1742年9月の初めにスウェーデンに到着した。ロシア軍はオーランド諸島まで進軍、フィンランドをスウェーデン本土から切り離した。フィンランド全土はロシアに占領され、フィンランド史上で「小さな怒り」（フィンランド語: Pikkuviha）と呼ばれる時期となった。

### 1743年
1743年3月、スウェーデン軍はオーランド諸島を奪回した。5月、ジャン・フォン・ウットファル提督率いる戦列艦16隻とフリゲート5隻がハンゲ半島沖に到着して海上封鎖を行い、さらにファルケングレン提督率いるガレー船隊がオーランド諸島へ派遣された。両艦隊の目的はロシア軍のスウェーデンへの接近を防ぐためだったが、ジェームズ・キース率いるロシアのガレー船隊はスウェーデン艦隊が到着する前にハンゲ半島を通過した。ファルケングレンはコルポ島の南にあるコルポストレーム海峡でロシアのガレー船隊を攻撃したが撃退され、ファルケングレンはオーランド諸島へと戻った。
ウットファル艦隊は未だにピョートル・ラシ元帥のガレー船50隻で構成された沿岸艦隊を封鎖していたが、6月7日にニコライ・フョードロヴィチ・ゴロヴィン率いるロシア艦隊が戦闘を挑まずにスウェーデン艦隊の引き離しに成功、ラシ艦隊は岬を無事通過した。これによりフィンランド南西部オーランド諸島付近におけるロシア艦隊の優位は揺るぎないものになり、スウェーデン艦隊はオーランド諸島の西へ移動することを余儀なくされ、和平への動きを加速させた。ゴロヴィン提督は同程度の軍勢であったスウェーデン艦隊に決戦を挑まなかった廉で軍法会議にかけられたが、彼はピョートル1世の「ロシア艦隊は3対2またはそれ以上の優勢がなければ戦いを挑むべきではない」とする勅令を盾に弁護して難を逃れた。一方スウェーデンでは与党のハッタナ党のスケープゴートとしてレーヴェンハウプトとブッデンブロックが処刑された。

## オーボ条約
やがてロシア軍がオーボに入城、両軍が停戦すると、ロシア代表のアレクサンドル・イヴァノヴィチ・ルミャンツェフとスウェーデン代表のエリク・マティアス・フォン・ノルケンがオーボで和平交渉を開始した。ロシア女帝エリザヴェータは軍をフィンランドから撤退させる代わりに後継者のカール・ペーター・ウルリヒの親族アドルフ・フレドリクをスウェーデン王位継承者に指名させた（カール・ペーター・ウルリヒは戦争中にフィンランド議会よりフィンランド王位につくよう打診された）。スウェーデンの与党であったハッタナ党は有利な講和を引き出すためにこれに同意した。エリザヴェータはアドルフ・フレドリクが無事スウェーデン王に選出されるようロシア軍がスウェーデン全土を占領することを要求したが、これはスウェーデン代表の猛反対に遭い失敗した。
平和交渉が続く中、ラシは大北方戦争のときと同じ策を使い、クロンシュタットから出撃してスウェーデン本土に上陸しようとした。バルチック艦隊がウメオに接近する中、オーボ条約締結の報せがもたらされた。スウェーデンがヴィルマンストランド、フレデリクスハムン、そしてサンクトペテルブルク北西にあるフィンランドの一部をロシアに割譲し、キュミ川を国境線としたのであった。条約は北ヨーロッパにおけるスウェーデン・バルト帝国のさらなる衰退を意味した。
ロシアがオーボ条約で得た領土は1721年のニスタット条約で得た領土と同じく、ヴィボルグ総督領に加えられ、1812年に成立したフィンランド大公国に併合された。
一方、フランスはスウェーデンを戦争に嗾けた目的を達成した。ロシアは1746年にオーストリアとの同盟を結び直し、1748年に軍をリヴォニアからライン川に派遣されたが、すでに講和は近く、大きな意味を成さなかった。